# Фартушний Віталій Петрович
Фартушний Віталій Петрович (7 жовтня 1949, Томашпіль, Вінницька область, Україна). Гобоїст, професор Петрозаводської державної консерваторії ім. О. К. Глазунова, заслужений діяч мистецтв України (1997), заслужений артист Карелії (1999), один із засновників і перший голова Товариства української культури «Калина».